# 椰果

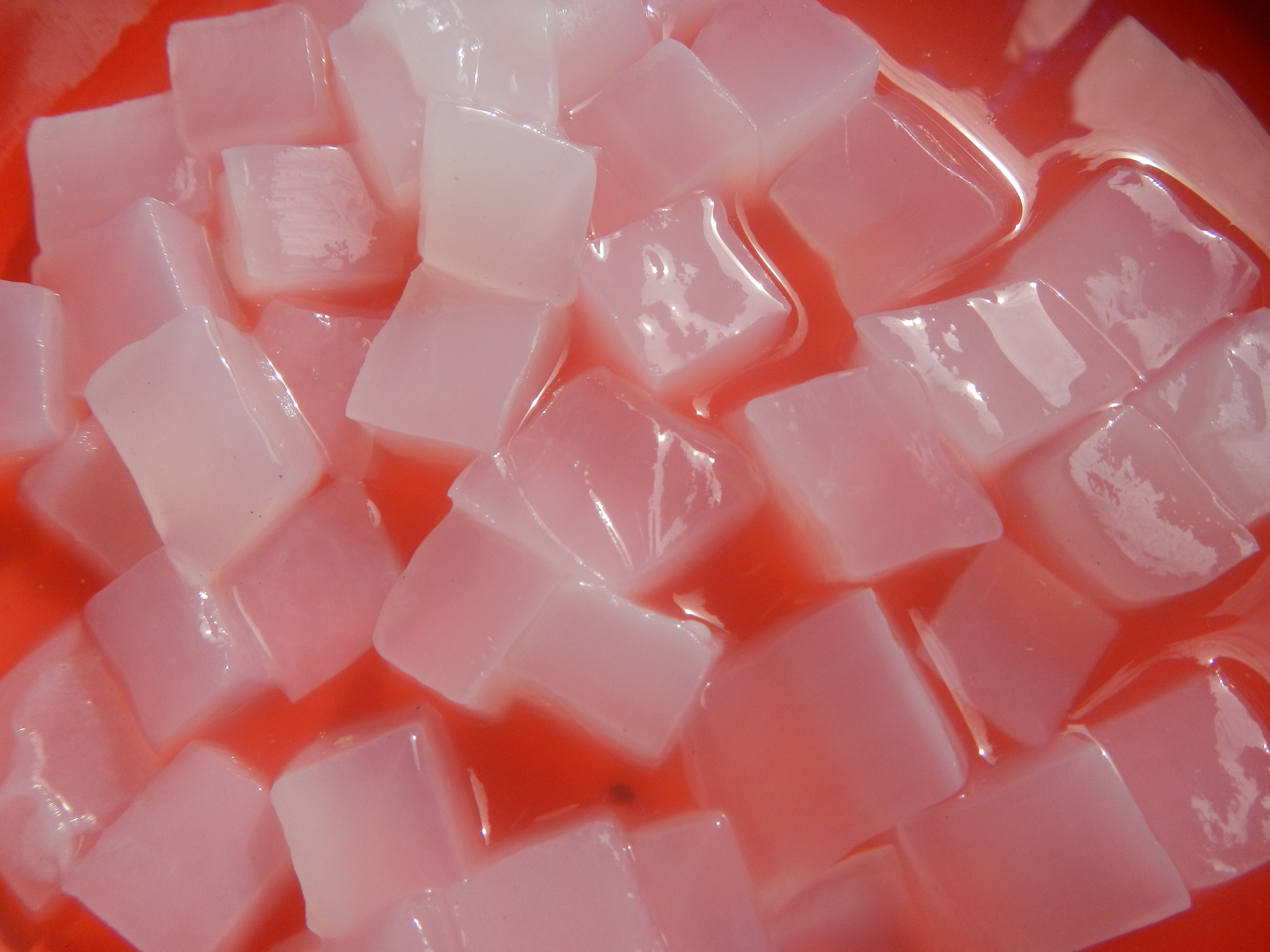
椰果

椰果又稱椰子凝膠，椰果屬於微生物的發酵產物，是木質醋酸菌在液態培養基中生長所形成的代謝產物。
培養基可採用椰汁，但工業化量產因成本因素已不採用。此多醣類經分離純化後可加工成為市售椰果主要添加物成份。市售椰果乃另添加甜味劑、香料、色素等成份加工製成。
椰果未添加色素之原色通常為白色或乳白色，口感爽脆，是不少甜品和飲料的材料之一。現有多種椰果品牌。